# 2015年のロシア
2015年のロシア （2015ねんのロシア）では、2015年のロシアに関する出来事について記述する。

## できごと

### 4月
- 4月1日 - ダルニー・ヴォストーク沈没事故。トロール船「ダリニー・ヴォストーク」号がカムチャツカ半島沖のオホーツク海で沈没。死者57人、行方不明者12人。